# Felsrelief von Manisa

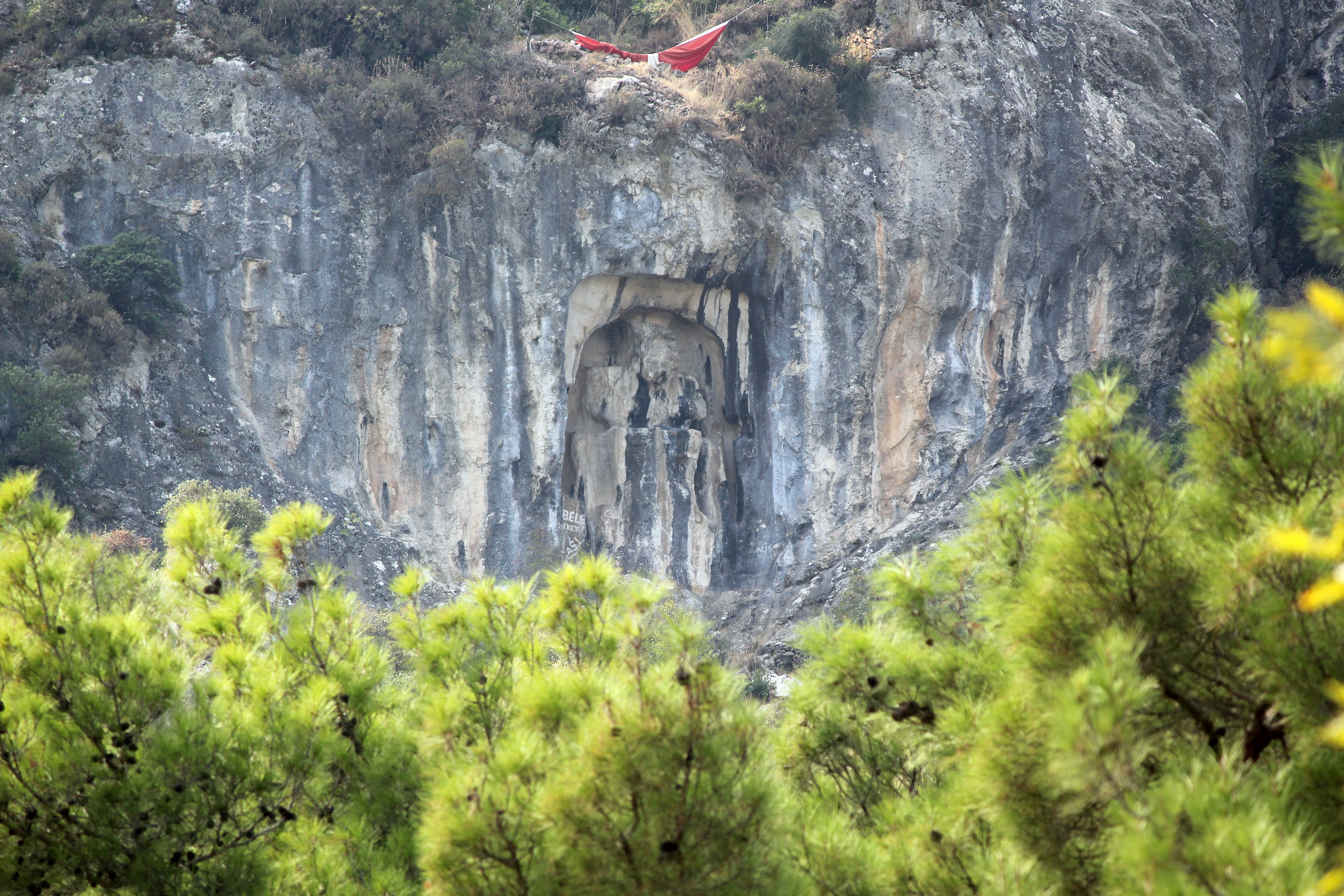
Felsrelief von Manisa

Das Felsrelief von Manisa, auch Felsrelief von Akpınar, türkisch Taş Suret (Felsbild) oder Sipil Heykeli (Sipylos-Monument), bekannt als Kybele-Relief, liegt im Vorort Akpınar etwa 5 km östlich der türkischen Provinzhauptstadt Manisa oberhalb eines Freizeitparks an der Straße nach Salihli. Es stellt eine hethitische Göttergestalt dar.
Koordinaten: 38° 35′ 52″ N, 27° 30′ 0″ O

## Das Relief

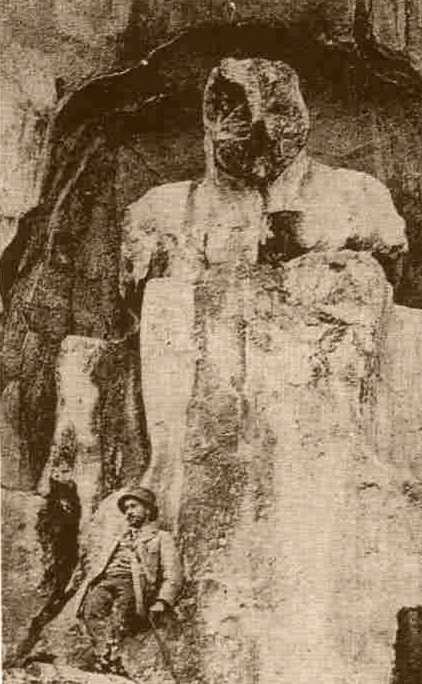
Darstellung auf einer französischen Postkarte um 1900

Das Felsrelief liegt in einer Höhe von 100 bis 120 m in einem Granitabhang des Sipylos-Gebirges und überblickt die Stadt Manisa, das antike lydische Magnesia am Sipylos und das Tal des Gediz (in der Antike Hermos). Es ist über 6 m hoch und in einem schlechten Erhaltungszustand. Dargestellt ist in Hochrelief-Form, aber nicht völlig vom Felsen getrennt, eine sitzende Figur, die geradeaus nach Norden blickt und eine hohe, spitze Kopfbedeckung trägt. Die Hände scheinen auf der Brust zu liegen, die Füße stehen auf einem Schemel. Die Höhe der Gestalt beträgt 4,3 Meter. Rechts des Kopfes sind Reste von zwei Hieroglyphen-luwischen Inschriften zu erkennen, die in Verbindung mit anderen Merkmalen eine Datierung in hethitische Großreichszeit wahrscheinlich erscheinen lassen. Cecil John Cadoux hält eine Datierung in die Zeit von Šuppiluliuma I. oder dessen Sohn Muršili II., also ins 14. Jahrhundert v. Chr. für wahrscheinlich. Helmuth Theodor Bossert hat die linke, als Relief ausgeführte der beiden Inschriften (Akpınar 1) als Prinz Kuwalanamuwa gelesen, den gleichen Namen, der auch auf dem Felsrelief von Hanyeri auftaucht, wobei aber unklar ist, ob es sich um dieselbe Person handelt. Die rechte Ritzinschrift (Akpınar 2) konnte auch von Hans Gustav Güterbock, der das Relief 1978 gemeinsam mit R. A. Alexander studierte, nicht gelesen werden. Der britische Hethitologe John David Hawkins hält beide Inschriften für in späterer Zeit hinzugefügte Graffiti, er übersetzt Akpınar 2 (bei ihm Sipylos 2) mit Zuwani, eunuch, river-lord(?) ….

## Rezeption
Pausanias sieht die Figur in seiner Beschreibung Griechenlands als Muttergöttin und ein Werk des Broteas, Sohn des Tantalos. Zahlreiche Reisende des 18. und 19. Jahrhunderts beschreiben das Werk, darunter Richard Chandler, Charles Texier, Gustav Hirschfeld und Archibald Henry Sayce.
Die Deutung der Figur ist umstritten. Die Identifizierung Bosserts mit Kybele lehnt Kurt Bittel als nicht nachweisbar ab, sieht aber dennoch eine weibliche Göttergestalt, ebenfalls Ekrem Akurgal. Peter Z. Spanos sieht die Figur dagegen als Wettergott, die allgemeine Tendenz geht heute dahin, das Bildnis als männliche Gottheit, wahrscheinlich einen Berggott, zu interpretieren.
Im Zusammenhang mit einer anderen, natürlichen Felsformation nahe Manisa, die einer sitzenden Figur ähnelt und als Weinende Niobe bezeichnet wird, ist auch für dieses Relief fälschlich der Name Niobe-Felsen gebräuchlich.